# ロックマンDASHシリーズ
ロックマンDASHシリーズ（ロックマンダッシュシリーズ）は、カプコンより発売された『ロックマンDASH 鋼の冒険心』を第1作とするアクションゲームのシリーズ作品である。タイトルの「DASH」とは「DIGOUTER'S ADVENTURE STORY in HALCYON DAYS」の略で、訳すと「古き良き時代の大冒険活劇」となる。

## シリーズ一覧
時間軸は「トロンにコブン」→「DASH」→「5つの島」→「DASH2 エピソード1」→「DASH2 エピソード2」の順となっている。
- ロックマンDASH 鋼の冒険心（1997年12月18日発売）
- トロンにコブン（1999年7月22日発売）
- ロックマンDASH2 エピソード1「ロールちゃん危機一髪!」の巻（トロンにコブンに付属、後にPlayStation Portable版『DASH2』に収録）
- ロックマンDASH2 エピソード2 大いなる遺産（2000年4月20日発売）
- ロックマンDASH 5つの島の大冒険!（2008年2月1日配信）
- ロックマンDASH3 PROJECT（開発中止）

## 概要
ロックマンシリーズ生誕10周年を記念して製作された、シリーズ初の完全3Dゲーム作品である。3Dシューティングアクション（TPS）に、「町や地下の探索」「人々との会話による情報収集」「武器の購入・強化」といったロールプレイングゲームの要素を加えたそのゲーム性のみならず、登場人物や舞台などもそれまでのロックマンシリーズと関連性の薄いオリジナルとなっている。
『ロックマンDASH2』（2000年）以降、長期に渡り新作の発表などの情報はなく、2003年に行われたカプコンが主催するイベントでも開発の予定はないと宣言されていた。続編を開発する意向があることは頻繁に見せており、2008年には携帯アプリにて新作を配信。2010年9月29日に『ロックマンDASH3』の開発が発表されたが、2011年7月19日に開発中止が発表された。

## ストーリー
はるか未来、世界のほとんどは海に覆われ、点在する島々で人々は平和に暮らしていた。その中でも、古代遺跡を探索し、エネルギー物資「ディフレクター」や遺物を発掘 （ディグアウト） するディグアウターと呼ばれる職業が存在した。主人公のロック・ヴォルナットもその一人で、多くのディグアウターは伝説の“大いなる遺産”を夢見て日々遺跡の発掘に励んでいた。ロックはディグアウターとして旅する中で多くの人々と出会い、各地を冒険し、“大いなる遺産”、そして自分の過去を追うのであった。

## 世界・時代設定
自然豊かで明るい地上と、不気味な機械生命体「リーバード」がひしめく暗い地下遺跡という対照的な舞台設定が特徴。また、人々の暮らしは質素でありながら、「ディフレクター」というエネルギー資源を利用した飛空船や兵器、ロボットなどの超常的なテクノロジーが共存する独特な世界が構築されている。
本シリーズは、過去のロックマンシリーズの設定や雰囲気がほとんど継承されておらず、過去の歴史について語る場面も作中ではほとんど存在しないが、関連書籍や公式掲示板上での開発スタッフの発言などで、ロックマンXシリーズ（初代ロックマンシリーズから100年後の未来）のさらに数千年後の未来を舞台としていることが語られている。また、インティ・クリエイツ製作のロックマンゼロシリーズおよびロックマンゼクスシリーズの舞台は、インティ・クリエイツの開発陣が「XシリーズとDASHシリーズの間の年月における出来事を、独自の解釈のもとで描いた世界」と述べている。

## 登場キャラクター

### ロックと仲間たち
ロック・ヴォルナット（Rock Volnutt）
声 - 田中真弓
本作の主人公。14歳。14年前に赤ん坊だったロックを古代遺跡の中でバレルが発見し、キャスケット家の一員として生活している。ロールやバレルと共に、遺跡を発掘しお宝を手に入れて生活するディグアウターとして旅をする、ディグアウト（発掘）では実際に遺跡に入るメインダイバーを担当し、ロールのサポートと彼女の開発した様々な武装をもって各地の遺跡を探索している。少年ながらディグアウターとして類稀な才能を発揮。
ロックという名前の由来は、遺跡で彼を拾ったバレルが、孫娘の名前がロールであることから「ロックとロール、ロックンロール」とダジャレで名付けたことを日記に書き残している。
その正体は、古代文明最後の人間「マスター」によって作られた一等粛清官（イレギュラーハンター）「ロックマン・トリッガー」。本来は文明の秩序を乱す「イレギュラー」を抹殺する立場だったが、「人類再生プログラム」によって新しい人類と認めた「デコイ」たちを消去してまで、既に滅んだ古代人を再生させることを憂いた「マスター」からの直々の依頼により、自ら「システム史上最大のイレギュラー」となって文明を管理する“システム”の破壊を目論む。戦いの末、システムの最高位の存在「マザー」の一体であるセラと相討ちとなり、ボロボロになってしまったボディを修復するために初期化し、赤ん坊の状態で永い眠りについていたところをバレルに発見されて「ロック・ヴォルナット」として育てられており、現在に至っている。初期化の影響で記憶（メモリ）を失っているが、古代文字が読めるなど記憶が僅かに影響している描写がある。ヘブン（『DASH2』の終盤にて登場する舞台。「ロックマンDASH2」の項目を参照）にて決着を付けた後は地球に戻れなくなり、ロールたちが迎えに来てくれると信じて待つこととなる。
ロール・キャスケット（Roll Casket）
声 - よこざわけい子
ロックのガールフレンド。ディグアウトのナビゲーター。14歳。母親からは愛らしい容姿と不屈のディグアウター魂を、父親からは天才的なメカニックの才能と形見の帽子を受け継いでいる。彼女が幼い頃、両親が「大いなる遺産」を求めて「禁断の地」へ向かったきり行方不明になってしまい、バレルの元に引き取られた後、二人の足跡を探すため、ロックやバレルと共にディグアウターとしての道を歩む。ディグアウトでは遺跡の外からサポートを行うオペレーターを担当。またその卓越したメカニックの腕で、飛空船「フラッター号」の整備・操縦はもちろん、ロックの武器を開発・強化したりすることもできる。
バレルは孫が生まれた時に女の子と知ってオペレーターとして鍛えることをほのめかしており、オペレーターとしての教育をバレルから受けているらしい。
開発には安さよりも性能を重視し、フラッター号改造のため、ロックの断りも得ずに手に入れていた特殊武器やアイテムを売り払っていたり、特殊武器の改造費が異常に高いなど、メカに関しては極端に妥協を許さない一面がある。戦いが終わった後も、ロックたちを迎えに行くためのロケットの開発にトロンと協同で取り掛かるも、コスト重視のトロンとはソリが合わず難航している。
バレル・キャスケット（Barrel Casket）
声 - 緒方賢一
ロールの祖父。65歳。昔は一流のディグアウターとして活躍しており、「不死身のバレル」の異名をもつ。年齢を重ねた現在は引退し、同じように宝捜しを本業とする人の中では伝説の名前となった。考古学に詳しく知識と経験を活かし、ロックとロールに助言などをする立場をとっている。また、数々の著書も発行している。
データ（Data）
声 - 大谷育江
14年前にロックが発見されたときから常にロックのそばにいる、謎のサル。ロックだけその言葉を理解することができる。ロックと共にバレルに引き取られ、以来キャスケット家の一員となる。独特な動きの踊りを常に踊っている。これからの行動に関する助言やライフ・武器エネルギーなどの回復をしたりと、ロールとは別の形でロックの冒険をサポートする。
その正体はロックマン・トリッガーの外部記憶装置。彼のメモリ（記憶）をマザーにスキャンされないよう、マスターの遺伝子コードなどの重要なデータの避難先として作られた存在。ロック以外の相手とも通用する言語を用いて普通に会話することが可能。当初はロックの秘密を守るためにそのことを隠していたが、『DASH』の最終決戦の際にカトルオックス島を救うためにロックマン・トリッガー名義の命令を実行し、『DASH2』終盤にロックに全てを明かした。
街やダンジョンの中などロックの行く先々で先回りして単独で移動しており、『DASH2』のエンディングにてロックらがヘブンに取り残された時もデータだけが地球へと帰還していた。ロックの奪還を目指しロケット開発に携わるロールとトロンに助言をしようとしていたが聞き入れられず、ロックのいるヘブンに向かって謝っていた。

### 空賊ボーン一家
トロン・ボーン（Tron Bonne）
声 - 飯塚雅弓
ボーン一家の長女。14歳。メカニックの天才でもあり、その腕前はロールと互角。自身の作ったコブンに対しては厳しさと優しさを併せ持って接しており、母性をのぞかせている。とある出会いをきっかけにひそかにロックに恋をしているが、自身のその感情の正体が分からず素直になれないでいる。ロックもその想いに気付いていない。
扇状に広がった独特の髪形をしているが、研究・開発室では髪を下ろしてメガネをかけている。
ボーン一家の財政が常に逼迫しており、ロース一家の一件もあって、ロールとは対照的にメカ開発には性能より開発費用の安さを重視する傾向があるが、その影響で製作したメカには何かしらの弱点が出来てしまう。そのため、『DASH2』のエンディングでもロールとはロケット開発を巡って衝突が絶えなかった。
メカニックである彼女だが、自分が開発したメカに搭乗して自ら戦うこともある。外伝作品や他作品への出演の際には、専ら『トロンにコブン』で登場した二足歩行戦車「グスタフ」に搭乗している。
ティーゼル・ボーン（Teisel Bonne）
声 - 玄田哲章
ボーン一家の長男。29歳。「T・ボーン（ティーボーン）」と呼ばれることもある。一家の作戦指揮を担当している。職業のわりに根は悪い人間ではなく、一家の皆には人望が厚く頼りにされている。性格・外見ともに豪快だが、常に冷静に作戦を練って戦い、敗北後もしっかり反省会をしているなど、頭脳派でもある。しかしおっちょこちょいなのが玉にキズであり、そのことで自分の作戦をつぶして一家に迷惑をかけてしまうこともある。ロックに対して、最初は単なる邪魔者という扱いしかしなかったが、何度も戦いを繰り返すうち、ライバルとして意識するようになる。『DASH』終盤ではロックマン・ジュノが島の住人の初期化、すなわち皆殺しを図っていることを知るとロックの支援に回った。また『DASH2』終盤までは敵として立ちふさがるが、最後にはジジと戦うロックを応援した。『DASH2』のエンディングではバレルたちとも和解しており、ロールとトロンのやり取りを見守っている。
熱心なアニメファンでもあり、特に「鋼鉄王子」シリーズが好きらしい。口が達者で口論で負けたことがない。
ボン・ボーン（Bon Bonne）
声 - 大谷育江
ボーン一家の末男。見た目は大型ロボットだがまだ赤ん坊であり、「バブー」としか口にできないが、ボーン一家にはその言葉の意が通じているようである。実は頭部以外の手足などは追加パーツで、状況に合わせて換装が可能。一家では一番のパワーを誇り、主に戦闘などでその能力を発揮する。飛行船並に巨大なため、ドラッヘの下に吊るした磁石によって吸着され、輸送されるシーンもある。
『DASH2』の終盤では自らゲマインシャフト号の動力となって兄姉たちをサポートし、ロックと戦った。
コブン（Kobun）
声 - 横山智佐
トロンが製作した、ボーン一家の文字通りの「子分」たち。操縦やメンテナンス、調理やアイテム開発、偵察にお使いと、役目は幅広い。それぞれに性格の差があるが、総じて皆おっちょこちょいで忠実、そしてトロンを母の如く慕っている。飲み食いもし、全員そろってカレーが大好き。
トロンが作ったのは40号までの40体であるが、それとは別に青いマークがついた妙な目つきの「41号」が存在している。
『トロンにコブン』のラストバトルでは、トロンに代わってコブンの一体を操作して戦う。

### 古代人の関係者
ロックマン・ジュノ
声 - 石田彰
『DASH』におけるラストボス。カトルオックス島に伝わる「大いなる災い」そのもの。その正体は、「エデン」に属するロボットであり、三等市政官としてデコイ（島民）たちを管理していた存在。
細目で笑みを湛えた青年の顔と、ロボットらしい大きめの体が特徴。頭部さえ無事ならば、別のボディに付け替えることで活動を継続できる。常に敬語で話すが本性は冷酷そのもので、増えすぎた「デコイの処理」を平然と行おうとした。
終盤においてロックと接触したことで目覚めた後、エデンの職員1万人を呼び寄せ、（特に必要ないと口走りながらも）増え過ぎた島民の抹殺を行おうとする。それを阻止しようとしたロックを自分より上位の存在である一等粛清官と認識しながらも「邪魔されると自分のキャリアに傷がつく」と、ロックの記憶が無いことを口実に彼を排除すべく襲い掛かる。敗北後は自身のデータをエデンにアップロードし、再び目覚める時を楽しみにしながら爆発四散した。だがデータによって「イレギュラー化の恐れがあるためロックマン・トリッガーによって粛清された」とエデンに報告され、バックアップのデータも消去されてしまった。
『NAMCO x CAPCOM』では記憶を失った状態で復活して登場。ロックと戦う内に記憶を取り戻し、自分を邪魔する者として強い敵意を向けるようになる。また、今作では本当にイレギュラーと化していることが語られた。

## 用語

### 設定関連
ディグアウター
世界各地に残された古代遺跡内部を調査・探索し、残された遺産やテクノロジーを持ち帰ることで生計を立てている人々。遺跡内部は複雑なダンジョンになっていることが多く、多くのトラップやリーバードによる襲撃があるため、卓越した身体能力や古代遺跡に対する深い専門知識が必要とされる。
何人かでパーティーを組んだり、遺跡外部から通信などのサポートを受けて行うこともあり、後者では実際に遺跡に潜入する側は「メインダイバー」、遺跡の外からそのサポートに当たる側は「オペレーター」と呼ばれる。
人々の生活を支える重要な職業である一方、粗野で乱暴な輩も少なくないため、一般人による彼らへの評価もまちまちである。また、ディグアウター間での交流や情報交換を行うための「ギルド」と呼ばれる組織も存在している。そこではディグアウターのランク認定試験も行われており、ランクの高いディグアウターは人々の尊敬の的となる。
ディフレクター
内部に大きなエネルギーを秘めた6角柱型の結晶体。この時代の主要なエネルギー源として利用されており、主に古代遺跡からディグアウトされる。いろいろな色や形、大きさのものが存在し、大きいものほど内部のエネルギー量が大きく、貴重である。小さなもの（ディフレクターのかけら）はエネルギー資源としては機能しないが、通貨の代わりとして利用されている。
回転させることで発生するエナジーフィールドを利用してエネルギーを取り出し、そうして稼働する動力機関をホロン機関と呼ぶ。このホロン機関は船や飛空船の動力は勿論、発電などあらゆる用途に応用されているがその原理については詳しく解明されていない。
作中では、遺跡が探索され尽くされつつあることによるディフレクターの枯渇も危惧されている。
ゲーム中では遺跡の最深部に安置されており、これを入手することが遺跡探索の主な目的となる。『DASH』では入手したディフレクターで乗り物を修理することでストーリーが進行するが、『DASH2』ではストーリー上の入手は必須ではない換金アイテム扱いである。
『DASH』では最初の遺跡で入手した青いディフレクターを始め、より大きな黄色、赤のディフレクターも登場する。ラストダンジョンでは巨大な虹色のディフレクターを発見するが入手はできず、エンディングでボーン一家がこっそり回収していたことが判明する。
遺跡
ディフレクターをはじめ、はるか昔に古代人たちが残した遺産やテクノロジーが眠る場所。自然の洞窟のようなものから高度なセキュリティが仕掛けられているもの、老朽化や外部環境による侵食のために破損しているものまで様々な形態があり、作られた年代もまばらである。内部にはトラップやリーバードが無数に存在しているため、一般人が不用意に中に入るのは自殺行為である。また、一部のダンジョンは「ギルド」によってその内部構造や危険性が調査されており、特定以上のディグアウターランクを持っていないと入れないものも存在する。
多くの場合最深部には遺跡の動力源を兼ねるディフレクターがあり、巨大なリーバード（いわゆるボスキャラクター）がそれを守っている。
リーバード
遺跡の侵入者に攻撃を仕掛けてくる機械生命体。

大いなる遺産
遠い過去からその存在だけが言い伝えられてきた、この世界で最も有名な伝説。それがどこにあり、何を指しているのかは謎である。将来的に枯渇するであろうディフレクターに代わる未知のエネルギーであるとも推測されているが、その実在も不明であり、この謎を解き明かすことが全ディグアウターの夢である。一説によれば、常に猛吹雪に閉ざされた「禁断の地」と呼ばれる極地帯に存在するとされており、これまでに多くのディグアウターらが挑んだが、生還が確認されたのは二人だけである。
デコイ
古代文明の住人などが、現在の地上に住む人間たちを指して用いる呼称。DASHシリーズの世界においてロックなど一部の登場人物を除き現在地上で暮らす全ての人々がこれに相当する。
その正体は古代のオリジナルの人類がかつて作り出した人工生命体。古代の人類が何のためにデコイを作り出し、自分たちの代わりに地上に住まわせたのか正確な理由は不明であるが、古代人はデコイたちを管理下に置いて定期的に数の調整や、監視を行っている。カトルオックス島の住民はロックマン・ジュノから「大衆モデル6型」と呼ばれている。
本来の人間と同じく寿命を持ち、食事を摂って成長し、繁殖により子孫を残し、負傷すれば出血し、最後には死を迎える（化けて出たりもする）など、生態機能としてはほぼ人間と同一。一方で生身の身体に機械の部分を直接取り付け、換装できるという機能を持ち、怪我の治療や、遺跡のディグアウトなど生身では危険な作業を行うために、身体を機械に換装することを抵抗無く当たり前に行っている（逆に言えば人間との明確な差異はこの点ぐらいである）。ボンが赤子にもかかわらず大型ロボットの姿をしている理由がそれである。
地球上に住むデコイはある日突然、地球上に言葉や文化を与えられて作り出されたため、ある一定以上昔の歴史を示す痕跡が一切存在しない。書物には歴史が記されていても実際の物証が見つからないという、唐突に歴史が始まっている謎は考古学界では長年研究されてきたが、『DASH2』の物語の終盤でバレルたちが自身らの正体について知ることとなり、バレルはようやく謎が解けたと納得していた。

### システム関連
好感度
初代『ロックマンDASH』より実装されている隠しパラメーター。ロールちゃんからの好感度と町の人々からの好感度の2種類が存在する。具体的な数値としては見られないが、ロールちゃんの好感度は日記や会話から推察が可能。町の人々からの好感度については数値が低くなると全身が黒くなり、逆に好感度が高いと全身が白く輝くようになる。プレイ内容や行動によって町の住民からの好感度が上下し、一般的に悪いこと（TV局の飛行船を意図的に撃ち落とす、自販機を蹴って破壊する、パン屋に空き缶を蹴り込むなど）を行うと好感度が下がり、好感度の数値によって住民の対応やショップの値段が変化する。中にはサブイベントの進行に一定以上の好感度が必要なものも存在するが、逆に好感度が低い場合でないと利用不可な闇商人というものも存在する。ロールちゃんの好感度についてはプレゼントや会話の選択肢で好感度が上下し、一定値以上になるとおまけイベントの発生や装備の改造費の割引が受けられ、逆に好感度が下がると改造費が高くなってしまう。
街の住民の好感度は一度下がっても1であればTV局の企画でお金を稼ぐことで、2なら教会に寄付をすることで上昇させられる。

## テーマソング
- 『another sun』（歌：森下玲可 / ロックマンDASH 鋼の冒険心・挿入曲）
- 『あなたの風が吹くから』（歌：森下玲可 / ロックマンDASH 鋼の冒険心・エンディング曲）
- 『願いがかなう場所』（歌：原史奈 / ロックマンDASH2 エピソード2〜大いなる遺産〜・CM曲）
- 『泣いていいよ』（歌：原史奈 / ロックマンDASH2 エピソード2〜大いなる遺産〜・エンディング曲）
- 『Magic!』（歌：飯塚雅弓 / トロンにコブン・CM曲）
- 『love letter』（歌：飯塚雅弓 / トロンにコブン・エンディング曲）

## 外部出演
- SNK VS. CAPCOM 激突カードファイターズ全シリーズ（トレーディングカードゲーム版も含む） - ロックとロールが『カードファイターズ2』に、トロンとコブンが全シリーズにカードとして登場している。
- NAMCO x CAPCOM - ロック、ロール、トロン、コブン、ジュノ、リーバードが登場する他、フラッター号やゲゼルシャフト号などのメカも登場。なお、ジュノは『ストライダー飛竜』シリーズのグランドマスターの手によって復活しており、話は『DASH』のその後とされている。
- MARVEL VS. CAPCOM 2 NEW AGE OF HEROES - トロン、コブンが登場。
- MARVEL VS. CAPCOM 3 Fate of Two Worlds - トロン、コブンが登場。
- タツノコ VS. CAPCOM CROSS GENERATION OF HEROES -　ロックが登場。
- デッドライジング（Xbox 360） - コブンの特大人形、かぶり物が登場している。
- 鬼武者3 - ジャックの隠しコスチュームに、コブンのダッコちゃんが装備される。
- PROJECT X ZONE - トロン、コブン、リーバードが登場。
- 鬼武者Soul - カプコンヒロインズとしてトロンが武将となって登場し、コブンも登場する。
- オトレンジャー - ロール、データ、トロン、コブン、エアロが登場。
- 大乱闘スマッシュブラザーズ for Nintendo 3DS / Wii U - ロックマンの最後の切りふだで歴代ロックマンの一人としてロックが登場。
- ロックマンエグゼシリーズ - 直接出演してはいないが、作中のアニメ作品として『それいけ!ボーン一家』という名称が登場。また、背景の各所にキャラクターのポスターや人形などが存在する。